# Elysium Chasma
L'Elysium Chasma è una formazione geologica della superficie di Marte.